# Amir Mokri
Amir M. Mokri (11 de junio de 1956) es un director de fotografía iraní-estadounidense.
Es conocido por su trabajo en películas de acción de gran éxito como Bad Boys II, Rápidos y Furiosos, El Hombre de Acero y Transformers: La Era de la Extinción.
Ha colaborado con directores como Michael Bay, Justin Lin y Zack Snyder.
Mokri nació en Irán y emigró a los Estados Unidos en 1977.

## Filmografía
Cortometraje
| Año  | Título             | Director          | Notas             |
| ---- | ------------------ | ----------------- | ----------------- |
| 1985 | A Hero of Our Time | Michael Almereyda | With Klaus Thulin |
| 1986 | All You Can Dream  | Alan Bloom        |                   |
| 2018 | The Teacher        | Jeremy Weiss      |                   |

Largometraje
| Año  | Título                                         | Director         | Notas                                   |
| ---- | ---------------------------------------------- | ---------------- | --------------------------------------- |
| 1987 | Slam Dance                                     | Wayne Wang       |                                         |
| 1987 | House of the Rising Sun                        | Greg Gold        |                                         |
| 1989 | Eat a Bowl of Tea                              | Wayne Wang       |                                         |
| 1989 | Life Is Cheap... But Toilet Paper Is Expensive | Wayne Wang       | Solo acreditado como escritor           |
| 1990 | Blue Steel                                     | Kathryn Bigelow  |                                         |
| 1990 | Pacific Heights                                | John Schlesinger |                                         |
| 1991 | Queens Logic                                   | Steve Rash       |                                         |
| 1991 | Whore                                          | Ken Russell      |                                         |
| 1992 | Freejack                                       | Geoff Murphy     | Sin acreditar                           |
| 1993 | The Joy Luck Club                              | Wayne Wang       |                                         |
| 1996 | Eye for an Eye                                 | John Schlesinger |                                         |
| 2000 | Coyote Ugly                                    | David McNally    |                                         |
| 2001 | Don't Say a Word                               | Gary Fleder      |                                         |
| 2002 | The Salton Sea                                 | D. J. Caruso     |                                         |
| 2003 | Bad Boys II                                    | Michael Bay      |                                         |
| 2004 | Taking Lives                                   | D.J. Caruso      |                                         |
| 2005 | Lord of War                                    | Andrew Niccol    |                                         |
| 2007 | National Treasure: Book of Secrets             | Jon Turteltaub   | Co-cinematographer con John Schwartzman |
| 2008 | Vantage Point                                  | Pete Travis      |                                         |
| 2009 | Fast & Furious                                 | Justin Lin       |                                         |
| 2011 | Season of the Witch                            | Dominic Sena     |                                         |
| 2011 | Transformers: Dark of the Moon                 | Michael Bay      |                                         |
| 2013 | Man of Steel                                   | Zack Snyder      |                                         |
| 2014 | Transformers: Age of Extinction                | Michael Bay      |                                         |
| 2014 | Good Kill                                      | Andrew Niccol    |                                         |
| 2015 | Pixels                                         | Chris Columbus   |                                         |
| 2016 | Birth of the Dragon                            | George Nolfi     |                                         |
| 2017 | Once Upon a Time in Venice                     | Mark Cullen      |                                         |
| 2018 | Anon                                           | Andrew Niccol    |                                         |
| 2018 | Superfly                                       | Director X       |                                         |
| 2019 | Murder Mystery                                 | Kyle Newacheck   |                                         |
| 2020 | Feel the Beat                                  | Elissa Down      |                                         |

Televisión
| Año  | Título         | Director     | Nota         |
| ---- | -------------- | ------------ | ------------ |
| 2022 | The First Lady | Susanne Bier | 10 episodios |

## Premios y nominaciones
| Año  | Premio                    | Categoría           | Título                                         | Resultado |
| ---- | ------------------------- | ------------------- | ---------------------------------------------- | --------- |
| 1987 | Independent Spirit Awards | Best Cinematography | Slam Dance                                     | Nominando |
| 1989 | Independent Spirit Awards | Best Cinematography | Life Is Cheap... But Toilet Paper Is Expensive | Nominando |